# Libert
Libert – alternatywna forma imienia Liberat.
Libert imieniny obchodzi 7 kwietnia i 23 września.
Zobacz też: Święty Libert